# Arjan Stroetinga
Arjan Stroetinga (ur. 16 czerwca 1981 w Oosterwolde) – holenderski łyżwiarz szybki, czterokrotny medalista mistrzostw świata oraz dwukrotny zdobywca Pucharu Świata.

## Kariera
Pierwsze sukcesy w karierze Arjan Stroetinga osiągnął w sezonie 2012/2013, kiedy zwyciężył w klasyfikacji końcowej Pucharu Świata w starcie masowym. W tej samej klasyfikacji był też drugi w sezonie 2013/2014, przegrywając tylko ze swym rodakiem, Bobem de Vriesem. Sześciokrotnie stawał na podium zawodów PŚ, odnosząc przy tym dwa zwycięstwa: 10 lutego 2013 roku i 8 marca 2014 roku w Inzell zwyciężał w starcie masowym. Nigdy nie wystąpił na mistrzostwach świata ani igrzyskach olimpijskich. Podczas dystansowych mistrzostw świata w Heerenveen w 2015 roku zwyciężył w starcie masowym. Był to debiut tej konkurencji w programie mistrzostw świata, został tym samym pierwszym w historii oficjalnym mistrzem świata w starcie masowym.